# Ana María Pino Cabrera
Ana María Pino Cabrera, más conocida como Anita Pino, (Ubrique, 1 de noviembre de 1994) es una jugadora española de fútbol sala. Juega de ala y su equipo actual es la LBTL Futsal Alcantarilla de la Primera División de fútbol sala femenino de España.

## Trayectoria
Comenzó jugando en el Ciudad de Jerez en la primera andaluza, equipo con el que consiguió el ascenso a segunda división. En el año 2012 ficha por el Atlético Torcal de Málaga donde permaneció tres temporadas. Ya en la temporada 2015-16 ficha por el CD Universidad de Alicante, equipo con el que debutó en primera división. En la 2022-23 ficha por LBTL Futsal Alcantarilla.

## Selección nacional
Ha jugado con la selección española en Torneo de Moscú de 2016 y de 2019.

## Estadísticas

### Clubes
Actualizado al último partido jugado el 29 de julio de 2023.
| Club | Div.          | Temporada     | Liga  | Liga  | Liga       | Liga      | Copas nacionales(1) | Copas nacionales(1) | Copas nacionales(1) | Copas nacionales(1) | Torneos internacionales(2) | Torneos internacionales(2) | Torneos internacionales(2) | Torneos internacionales(2) | Total(3) | Total(3) | Total(3)   | Total(3)  |
| Club | Div.          | Temporada     | Part. | Goles | Amonestado | Expulsado | Part.               | Goles               | Amonestado          | Expulsado           | Part.                      | Goles                      | Amonestado                 | Expulsado                  | Part.    | Goles    | Amonestado | Expulsado |
| --- | ------------- | ------------- | ----- | ----- | ---------- | --------- | ------------------- | ------------------- | ------------------- | ------------------- | -------------------------- | -------------------------- | -------------------------- | -------------------------- | -------- | -------- | ---------- | --------- |
| Ciudad de Jerez · España |               |               |       |       |            |           |                     |                     |                     |                     |                            |                            |                            |                            |          |          |            |           |
| Auton. |               |               |       |       |            |           |                     |                     |                     |                     |                            |                            |                            |                            |          |          |            |           |
| |               | -             | -     | -     | -          | -         | -                   | -                   | -                   | -                   | -                          | -                          |                            | -                          | -        | -        |            |           |
| Total club | Total club    | -             | -     | -     | -          | -         | -                   | -                   | -                   | -                   | -                          | -                          | -                          | -                          | -        | -        | -          |           |
| Atlético Torcal · España |               |               |       |       |            |           |                     |                     |                     |                     |                            |                            |                            |                            |          |          |            |           |
| 1.ª |               |               |       |       |            |           |                     |                     |                     |                     |                            |                            |                            |                            |          |          |            |           |
| 2012-13 |               | -             | -     | -     | -          | -         | -                   | -                   | -                   | -                   | -                          | -                          |                            | -                          | -        | -        |            |           |
| 2013-14 |               | -             | -     | -     | -          | -         | -                   | -                   | -                   | -                   | -                          | -                          |                            | -                          | -        | -        |            |           |
| 2014-15 |               | -             | -     | -     | -          | -         | -                   | -                   | -                   | -                   | -                          | -                          |                            | -                          | -        | -        |            |           |
| Total club | Total club    | -             | -     | -     | -          | -         | -                   | -                   | -                   | -                   | -                          | -                          | -                          | -                          | -        | -        | -          |           |
| Universidad de Alicante FSF · España |               |               |       |       |            |           |                     |                     |                     |                     |                            |                            |                            |                            |          |          |            |           |
| 1.ª |               |               |       |       |            |           |                     |                     |                     |                     |                            |                            |                            |                            |          |          |            |           |
| 2015-16 | 26            | 5             | 2     | 0     | 1          | 0         | 0                   | 0                   | -                   | -                   | -                          | -                          | 27                         | 5                          | 2        | 0        |            |           |
| 2016-17 | 30            | 6             | 2     | 0     | 2          | 0         | 0                   | 0                   | -                   | -                   | -                          | -                          | 32                         | 6                          | 2        | 0        |            |           |
| 2017-18 | 28            | 17            | 2     | 0     | 2          | 1         | 0                   | 0                   | -                   | -                   | -                          | -                          | 30                         | 18                         | 2        | 0        |            |           |
| 2018-19 | 30            | 20            | 3     | 0     | 1          | 0         | 0                   | 0                   | -                   | -                   | -                          | -                          | 31                         | 20                         | 3        | 0        |            |           |
| 2019-20 | 17            | 8             | 2     | 0     | 1          | 0         | 0                   | 0                   | -                   | -                   | -                          | -                          | 18                         | 8                          | 2        | 0        |            |           |
| 2020-21 | 24            | 10            | 2     | 0     | -          | -         | -                   | -                   | -                   | -                   | -                          | -                          | 24                         | 10                         | 2        | 0        |            |           |
| 2021-22 | 29            | 7             | 2     | 0     | 2          | 1         | 0                   | 0                   | -                   | -                   | -                          | -                          | 31                         | 8                          | 2        | 0        |            |           |
| Total club | Total club    | 184           | 73    | 15    | 0          | 9         | 2                   | 0                   | 0                   | -                   | -                          | -                          | -                          | 184                        | 73       | 15       | 0          |           |
| La Boca te Lia · España |               |               |       |       |            |           |                     |                     |                     |                     |                            |                            |                            |                            |          |          |            |           |
| 1.ª |               |               |       |       |            |           |                     |                     |                     |                     |                            |                            |                            |                            |          |          |            |           |
| 2022-23 | 25            | 7             | 3     | 0     | 2          | 0         | 0                   | 0                   | -                   | -                   | -                          | -                          | 27                         | 7                          | 3        | 0        |            |           |
| Total club | Total club    | 25            | 7     | 3     | 0          | 2         | 0                   | 0                   | 0                   | -                   | -                          | -                          | -                          | 27                         | 7        | 3        | 0          |           |
| Total carrera | Total carrera | Total carrera | 209   | 80    | 18         | 0         | 11                  | 2                   | 0                   | 0                   | -                          | -                          | -                          | -                          | 220      | 82       | 18         | 0         |
| (1) Incluye datos de Copa de España / Supercopa de España. (2) Incluye datos de Campeonato de Europa de Clubes y Copa Intercontinental. (3) No incluye datos de partidos amistosos. |               |               |       |       |            |           |                     |                     |                     |                     |                            |                            |                            |                            |          |          |            |           |